# Harold F. Kress
Harold F. Kress (Pittsburgh, 26 de junho de 1913 — Palm Desert, 18 de setembro de 1999) é um editor estadunidense. Venceu o Oscar de melhor montagem na edição de 1963 por How the West Was Won e na edição de 1975 pelo filme The Towering Inferno.